# Sfingomijelin
Sfingomijelin (SPH) je tip sfingolipida nađenog u životinjskim ćelijskim membranama, posebno u membranama mijelinskog omotača koji okružuje aksone nekih nervnih ćelija. On se obično sastoji od fosforilholina i keramida. Kod ljudi SPH sačinjava ~85% svih sfingolipida.

## Sastav
Smatra se da su kod ljudi sfingomijelini jedini fosfolipidi ćelijske membrane koji nisu derivati glicerola.
Poput svih sfingolipida, SPH ima keramidnu osnovu (sfingozin vezan za masnu kiselinu amidnom vezom). Pored toga, ovaj molekul sadrži polarnu čeonu grupu, koje je bilo fosfoholin ili fosfoetanolamin.

## Funkcija i lokacija
Funkcija sfingomijelina je bila nejasna do nedavno kad je nađeno da ima ulogu u prenosu signala.
Ćelijska membrana ima visok sadržaj sfingomijelina. Postoje indikacije se da on uglavnom nalazi u eksoplazmatskom sloju ćelijske membrane. Međutim, takođe postoje i dokazi da je prisutan i u unutrašnjem sloju membrane. Štaviše, utvrđeno je da je neutralna sfingomijelinaza-2 – enzim koji razlaže sfingomijelin u keramid, lokalizovana ekskluzivno na unutrašnjem sloju, dodatno sugerišući da je sfingomijelin prisutan u tom sloju.

## Dodatne slike
- [Model sfingomijelina
- Skeletalna formula sfingomijelina
- Keramid
- Sfingozin

## Literatura
1. ↑  Linardic CM, Hannun YA (1994). „Identification of a distinct pool of sphingomyelin involved in the sphingomyelin cycle”. J. Biol. Chem. 269 (38): 23530—7. PMID 8089120.
2. ↑  Zhang P, Jenkins GM, Hannun YA, Obeid LM (1997). „Expression of neutral sphingomyelinase identifies a distinct pool of sphingomyelin involved in apoptosis”. J. Biol. Chem. 272 (15): 9609—12. PMID 9092485. doi:10.1074/jbc.272.15.9609.
3. ↑  Tani M, Hannun YA (2007). „Analysis of membrane topology of neutral sphingomyelinase-2”. FEBS Letters. 581 (7): 1323—8. PMC 1868537 . PMID 17349629. doi:10.1016/j.febslet.2007.02.046.

## Spoljašnje veze
- Sphingomyelins на 